# 第6高射群
第6高射群（だい6こうしゃぐん、英称：6th Air Defence Missile Group）とは、北部航空方面隊に属していた高射群。本部は三沢基地（青森県三沢市）に所在しており、4つの高射隊を傘下に抱えていた。主な任務は、飛来する敵の航空戦力を長射程の地対空ミサイル（SAM）により迎撃することであった。2023年3月に、6個高射群から4個高射群への再編に伴い、第4高射群とともに廃止・統合され、北部高射群となる。

## 沿革
- 1979年（昭和54年）3月31日：「第6高射群」が新編。ナイキ-J装備。
- 1991年（平成03年）3月31日：装備をパトリオットミサイルに更新。
- 2014年（平成26年）4月24日：第21高射隊にPAC-3が配備[1]
- 2023年（令和05年）3月16日：第3高射群と第6高射群が廃止・統合となり、北部高射群に改編。

## 部隊編成
- 第6高射群本部 - （三沢基地）
  - 指揮所運用隊
  - 整備補給隊
  - 第20高射隊 - （八雲分屯基地）
  - 第21高射隊 - （車力分屯基地）
  - 第22高射隊 - （車力分屯基地）
  - 第23高射隊 - （八雲分屯基地）

## 歴代の第6高射群司令
| 代 | 氏名       | 在職期間                        | 前職                                  | 後職                                       |
| -- | ---------- | ------------------------------- | ------------------------------------- | ------------------------------------------ |
| 01 | 鵜川良平   | 1979年03月31日 - 1981年10月15日 | 北部航空方面隊司令部勤務              | 航空自衛隊幹部候補生学校勤務               |
| 02 | 市川崇     | 1981年10月16日 - 1983年03月15日 | 第6高射群副司令                       | 航空自衛隊第2術科学校研究部長              |
| 03 | 青田央     | 1983年03月16日 - 1986年07月31日 | 防衛大学校訓練部学生課長              | 航空自衛隊幹部学校主任研究開発官           |
| 04 | 佐藤昌男   | 1986年08月01日 - 1988年07月31日 | 第83航空隊基地業務群司令              | 航空自衛隊幹部学校主任教官                 |
| 05 | 多田農     | 1988年08月01日 - 1991年03月15日 | 教導高射隊司令                        | 第1高射群司令                              |
| 06 | 市村真一   | 1991年03月16日 - 1992年03月15日 | 航空幕僚監部人事教育部厚生課長        | 西部航空警戒管制団司令 兼 春日基地司令     |
| 07 | 青木初年   | 1992年03月16日 - 1994年11月30日 | 航空自衛隊幹部学校研究員              | 第1高射群司令                              |
| 08 | 細川佑     | 1994年12月01日 - 1996年12月15日 | 統合幕僚学校研究室長                  | 航空資料作業隊司令                         |
| 09 | 富樫治光   | 1996年12月16日 - 1998年11月30日 | 航空幕僚監部総括副監察官              | 航空自衛隊幹部学校主任教官                 |
| 10 | 磯田誠二   | 1998年12月01日 - 2000年07月31日 | 航空幕僚監部総括副監察官              | 中部航空方面隊司令部総務部長               |
| 11 | 高橋直樹   | 2000年08月01日 - 2003年08月01日 | 防衛研究所主任研究官                  | 退職（空将補昇任）                         |
| 12 | 壁祐司朗   | 2003年08月01日 - 2004年07月31日 | 第1航空団副司令                       | 航空システム通信隊司令                     |
| 13 | 三輪優三   | 2004年08月01日 - 2006年03月31日 | 航空自衛隊情報保全隊副司令            | 航空自衛隊幹部学校主任教官                 |
| 14 | 舟津淳一   | 2006年04月01日 - 2007年12月02日 | 北部航空方面隊司令部総務部長          | 第1高射群付 →2007年12月14日 退職           |
| 15 | 小野豊     | 2007年12月03日 - 2008年11月30日 | 高射教導隊司令                        | 第1高射群付 →2009年1月2日 退職             |
| 16 | 渡邊隆     | 2008年12月01日 - 2011年07月31日 | 統合幕僚学校教育課教務班長            | 第1高射群付 →2011年11月6日 退職            |
| 17 | 山本方之   | 2011年08月01日 - 2012年07月31日 | 北部航空方面隊司令部総務部長          | 自衛隊埼玉地方協力本部長                   |
| 18 | 篠達也     | 2012年08月01日 - 2014年05月31日 | 航空システム通信隊保全監査群司令      | 北部航空方面隊司令部付 →2014年7月16日 退職 |
| 19 | 塩沢昌博   | 2014年06月01日 - 2015年11月30日 | 北部航空方面隊司令部                  | 航空中央業務隊付 →2016年1月18日 退職       |
| 20 | 加藤康博   | 2015年12月01日 - 2016年12月19日 | 航空幕僚監部総務部総務課 庶務室長     | 航空幕僚監部人事教育部 人事計画課長        |
| 21 | 髙橋秀雄   | 2016年12月20日 - 2017年09月23日 | 航空幕僚監部運用支援・情報部 情報課長 | 情報本部情報官                             |
| 22 | 小野打泰子 | 2017年09月24日 - 2018年07月31日 | 航空教育集団司令部総務部長            | 統合幕僚監部報道官                         |
| 23 | 倉田裕     | 2018年08月01日 - 2020年07月31日 | 航空自衛隊第5術科学校副校長           | 退職（空将補昇任）                         |
| 24 | 中谷大輔   | 2020年08月01日 - 2022年12月22日 | 航空幕僚監部総務部総務課庶務室長      | 統合幕僚監部総務部人事教育課長             |
| 25 | 原田一樹   | 2022年12月23日 -2023年03月15日  | 航空幕僚監部会計監査室長              | 北部高射群司令                             |